# Philoptila effrenata
Philoptila effrenata är en fjärilsart som beskrevs av Edward Meyrick 1918. Philoptila effrenata ingår i släktet Philoptila och familjen Lecithoceridae. Inga underarter finns listade i Catalogue of Life.